# Stevie Wonder's Greatest Hits Vol.2
Stevie Wonder's Greatest Hits, Vol.2 est la deuxième compilation du chanteur américain Stevie Wonder, sortie en 1971 chez Tamla Records.

## Contexte
L'album Stevie Wonder's Greatest Hits, Vol. 2 sort le 21 octobre 1971 chez Tamla (sous la référence T313L), et retrace la carrière du chanteur américain durant la période s'étendant de 1968 à 1971.
Il sort en version 33 tours, en cassette et en cartouche audio.

## Critiques
Pour William Ruhlmann de AllMusic, qui lui attribue 3 étoile sur 5 : 
"[cette compilation] retrace la transformation [de Stevie Wonder] en un talent virtuose, des morceaux rythmés comme For Once in My Life à l'émergence de son propre style musical avec Never Dreamed You'd Leave in Summer et If You Really Love Me. [...] il démontre une sensibilité pop très large qui lui permet de créer des sons soul, pop/rock, et des ballades avec la même facilité. [...] L'album est depuis obsolète, remplacé avantageusement par la compilation Looking Back".
Robert Christgau commente : 
"La plupart de ces chansons ont impacté le classement des meilleures ventes. Comme Stevie Wonder grandit vite, ses paroles sont moins juvéniles, mais la musique reste en évolution [et] sa voix change encore".

## Liste des pistes

### États-Unis
| 1. | Shoo-Be-Doo-Be-Doo-Da-Day           | Wonder, Sylvia Moy, Henry Cosby                             | 2:46 |
| 2. | Signed, Sealed, Delivered I'm Yours | Lee Garrett (en), Lula Mae Hardaway, Wonder, Syreeta Wright | 2:40 |
| 3. | If You Really Love Me               | Wonder, S. Wright                                           | 2:56 |
| 4. | For Once in My Life                 | Ron Miller, Orlando Murden                                  | 2:50 |
| 5. | We Can Work It Out                  | John Lennon, Paul McCartney                                 | 2:53 |
| 6. | You Met Your Match                  | Hardaway, Don Hunter, Wonder                                | 2:38 |

| 1. | Never Had a Dream Come True         | Cosby, Moy, Wonder | 3:13 |
| 2. | Yester-Me, Yester-You, Yesterday    | Miller, Wells      | 3:04 |
| 3. | My Cherie Amour                     | Cosby, Moy, Wonder | 2:50 |
| 4. | Never Dreamed You'd Leave in Summer | Wonder, S. Wright  | 2:56 |
| 5. | Travelin Man                        | Miller, Wells      | 2:53 |
| 6. | Heaven Help Us All                  | Miller             | 3:15 |

### Royaume-Uni
Une version dont l'ordonnancement des pistes est modifié sort en décembre 1971 au Royaume-Uni. Le titre Travlin' Man y est remplacé par I Don't Know Why.
| 1. | Signed, Sealed, Delivered I'm Yours | Lee Garrett (en), Lula Mae Hardaway, Wonder, Syreeta Wright | 2:40 |
| 2. | We Can Work It Out                  | John Lennon, Paul McCartney                                 | 2:53 |
| 3. | For Once in My Life                 | Ron Miller, Orlando Murden                                  | 2:50 |
| 4. | If You Really Love Me               | Wonder, S. Wright                                           | 2:56 |
| 5. | Shoo-Be-Doo-Be-Doo-Da-Day           | Wonder, Sylvia Moy, Henry Cosby                             | 2:46 |
| 6. | You Met Your Match                  | Hardaway, Don Hunter, Wonder                                | 2:38 |

| 1. | My Cherie Amour                     | Cosby, Moy, Wonder                                   | 2:50 |
| 2. | Yester-Me, Yester-You, Yesterday    | Miller, Wells                                        | 3:04 |
| 3. | Never Had a Dream Come True         | Cosby, Moy, Wonder                                   | 3:13 |
| 4. | Heaven Help Us All                  | Miller                                               | 3:15 |
| 5. | I Don't Know Why                    | Don Hunter, Hardaway, Paul Riser (en), Stevie Wonder | 2:40 |
| 6. | Never Dreamed You'd Leave in Summer | Wonder, S. Wright                                    | 2:56 |

## Classements
| Classement (1971-1972)                        | Meilleure position |
| --------------------------------------------- | ------------------ |
| États-Unis (Billboard 200)                    | 69                 |
| États-Unis (Billboard Top R&B/Hip-Hop Albums) | 10                 |
| Royaume-Uni (OCC)                             | 30                 |